# 塔爾馬 (秘魯)
塔爾馬（西班牙語：Tarma）是秘魯胡宁大区塔爾馬省的城市，位於該國中部，距離首都利马232公里，始建於1875年6月25日，面積226.9平方公里，海拔高度3,053米，2001年人口60,542。

## 外部連結
- Places, Events, News and Topics of Tarma (Spanish)
- Tarma Information （页面存档备份，存于） (Spanish)
- Tarma Information （页面存档备份，存于） (Spanish)
- Go2Peru Information Website
- Information on the city